# Pastelaria Mexicana
A Pastelaria Mexicana é uma histórica pastelaria, café, snack-bar e restaurante com salão para banquetes localizado na Praça de Londres, na cidade de Lisboa, em Portugal.
Adquiriu notoriedade quando foi ampliada e totalmente remodelada em 1961/62 segundo projeto do arquiteto Jorge Ferreira Chaves.

## Descrição
Está integrada num edifício em estilo português suave construído nos anos 1940.
"Claramente aberto para o espaço exterior, o espaço interno pretendia romper com a tradicionalista arquitetura da área, e com a do próprio edifício onde se inseria".
"Notabilíssimo exemplo que levou aos limites, para a época e em Portugal, as tendências expressionistas criadas no interior do Movimento Moderno desde o princípio do século XX (...) a Mexicana desenvolve um sentido fenomenológico do conceber a arquitetura que atinge um ponto alto, até excecional, na História da Arquitetura em Portugal."
"Trata-se de uma obra notável, tanto pela conceção do espaço como pelas obras plásticas que contêm.".
"Jorge Ferreira Chaves tratou plasticamente cada elemento arquitetónico da Mexicana.
Pavimentos, paredes, tecto, coluna, candeeiros etc, têm uma vida própria encontrando-se sintagmaticamente de modo a definir áreas e percursos, perspetivas e ambientes."
"Perfis de linha quebrada e ângulos não retos, elementos-chave de um organicismo de linhagem internacional redescoberto naquela década de 1960", foram "integrados de modo brilhante no exemplo de 'obra total' que foi a Mexicana."

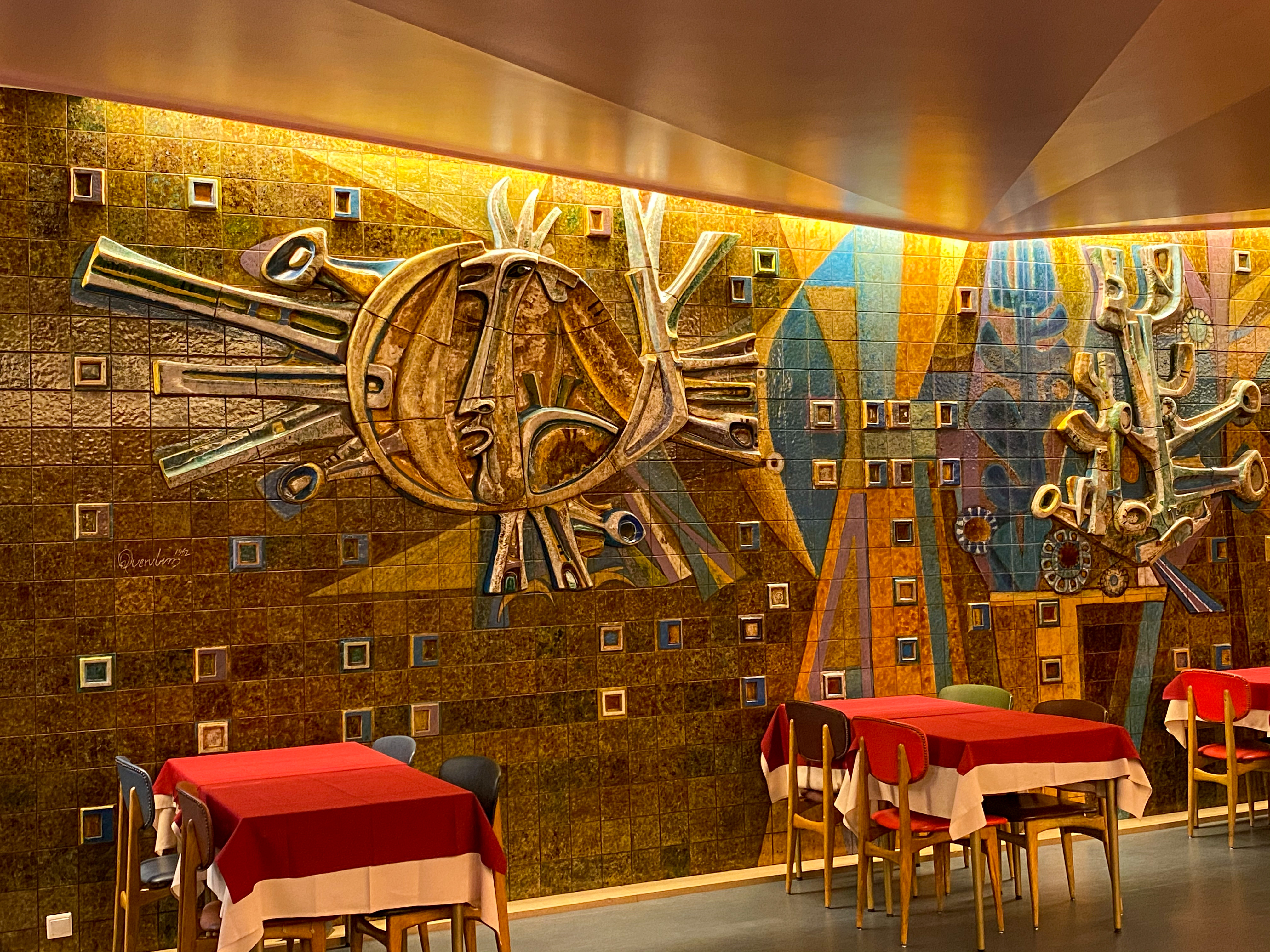
Painel cerâmico artístico na Pastelaria Mexicana

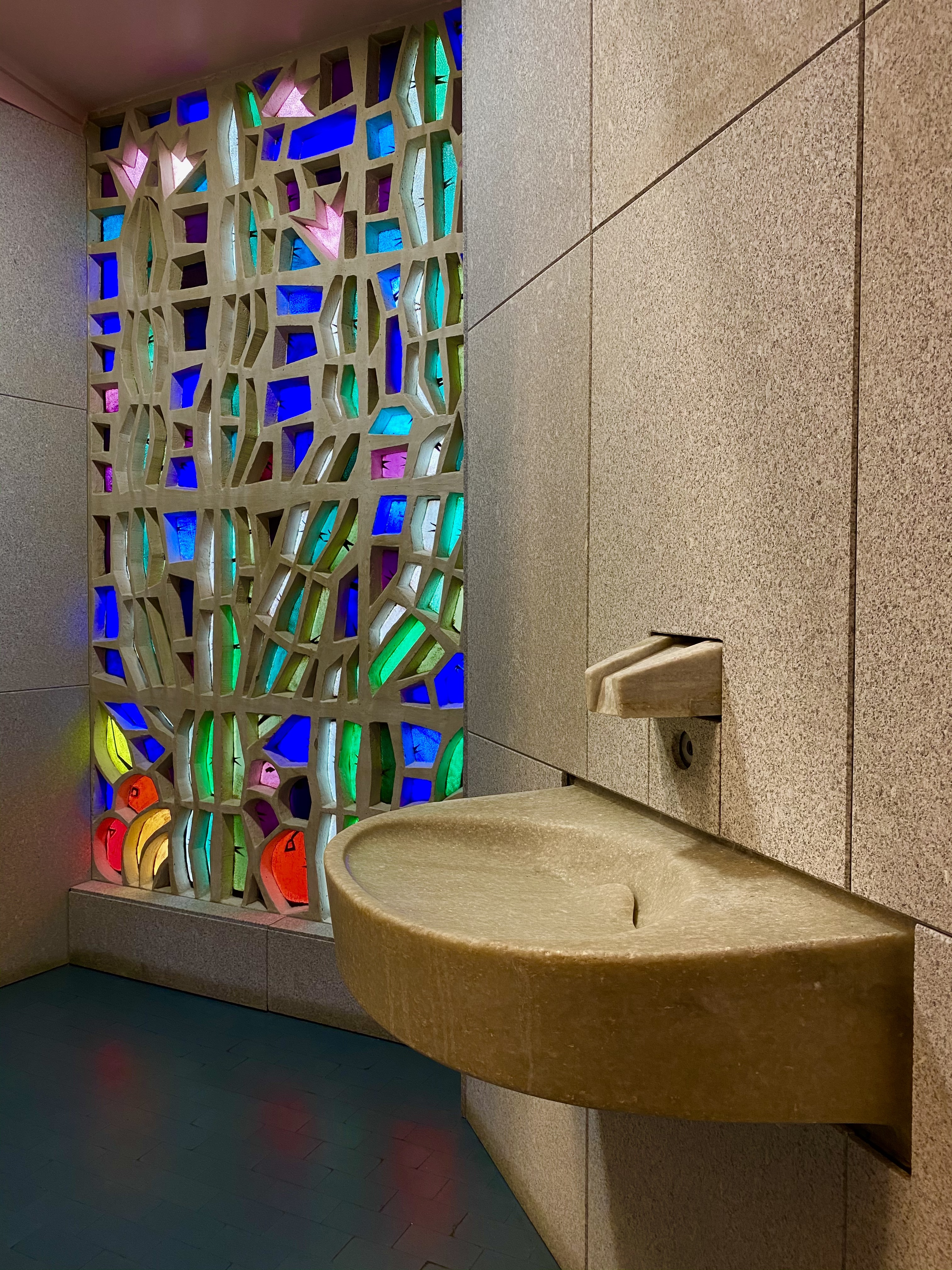
Janela com vitral

As únicas peças não integrantes do projeto são as cadeiras, tendo o arquiteto escolhido um modelo do designer José Espinho.
Como em algumas das principais obras deste arquiteto, a Pastelaria Mexicana inclui obras plásticas conceptualmente integradas:
- Coluna escultórica, tecto e outros elementos, concebidos pelo próprio arquiteto Jorge Ferreira Chaves;[2]
- painel cerâmico em azulejos polícromos relevados "Sol Mexicano", de Querubim Lapa, no salão de chá;[2]
- painel cerâmico em azulejos polícromos, também de Querubim Lapa,[2] envolvendo a entrada do edifício, que também dá acesso ao Salão de banquetes no 1º andar do edifício;
- Pintura mural de João Câmara Leme,[2] no restaurante da cave;
- Vitral estilizado e cenográfico de molduras em betão do pintor-vitralista Mário Costa,[5] na entrada do WC;

## Presença no cinema
Duas sequências do filme português de 1995 "Corte de Cabelo", de Joaquim Sapinho, foram rodadas em espaços da "Mexicana". A rodagem do filme é anterior à obra de alteração daquele espaço que ocorreu em 1996. Figura, numa dessas sequências, o quiosque/tabacaria cilíndrico suspenso que existiu na entrada do café e que foi demolido em 1996, já posteriormente ao despacho que colocou este objeto em vias de classificação.

## Classificação como imóvel de interesse público
Integra o inventário de Arquitetura do Movimento Moderno do Docomomo Ibérico e encontrava-se, desde 1996, em vias de classificação como imóvel de interesse público pelo Instituto de Gestão do Património Arquitetónico e Arqueológico.
A proposta de classificação foi apresentada em 1994 por Manuel Pedro Ferreira Chaves e Michel Toussaint Alves Pereira. Vinte anos depois, a pastelaria Mexicana, em Lisboa, foi reconhecida como Monumento de Interesse Público por despacho da secretaria de Estado da Cultura, que a considera um testemunho da arquitetura moderna.
«A classificação da Pastelaria Mexicana, incluindo o seu património artístico integrado, reflete os critérios constantes do artigo 17.º da Lei n.º 107/2001, de 8 de setembro, relativos ao caráter matricial do bem, ao génio do respetivo criador, ao seu valor estético, técnico e material intrínseco, à sua conceção arquitetónica e urbanística, e à sua extensão e ao que nela se reflete o ponto de vista da memória coletiva.»
«No seu conjunto, a Pastelaria Mexicana constitui, tanto pela conceção espacial como pelos elementos decorativos integrados, um notável testemunho das tendências expressionistas do movimento da Arquitetura Moderna em Portugal, traduzindo exemplarmente a adaptação das linguagens internacionais e do organicismo típico da década de 1960 numa verdadeira “obra total”.»

## História
A Mexicana, inicialmente uma confeitaria e leitaria, foi fundada em 1946 por José Vicente, Adelino Antunes, Augusto Godinho e Manuel Penteado, quatro naturais do Concelho de Tomar, e os dois primeiros, empresários da construção civil lisboeta da primeira metade do século XX.
Foi local de encontro de vários artistas ligados ao Surrealismo e ao Neorealismo bem como de arquitetos da geração que fixou o Movimento Moderno em Portugal, entre os quais o próprio Jorge Ferreira Chaves cujo atelier se situava nas imediações.
Pelo requinte e qualidade da sua arquitetura, após a obra de 1962, foi o primeiro estabelecimento deste tipo a obter o estatuto de "Utilidade Turística", atribuído pelo Secretariado Nacional de Informação. Este estatuto reduzia significativamente as obrigações fiscais da empresa, porém foi retirado ao fim de poucos anos, por a gestão do estabelecimento não corresponder ao nível exigido.
Atualmente é local de reunião da tertúlia tauromáquica "A Mexicana".

## Outras Informações
- Acesso: Avenida Guerra Junqueiro, 30 (Praça de Londres)